# Храбрани
Храбрани (словац. Chrabrany) — село, громада округу Топольчани, Нітранський край. Кадастрова площа громади — 7.95 км².
Населення 797 осіб (станом на 31 грудня 2019 року).

## Історія
Храбрани згадуються 1291 року.

## Населення
| Рік:            | 1994. | 2004.   | 2014.   | 2024.    |
| --------------- | ----- | ------- | ------- | -------- |
| Кількість осіб: | 804   | 764     | 748     | 932      |
| Різниця:        |       | -4,97 % | -2,09 % | +24,59 % |

| Рік:            | 2023. | 2024.   |
| --------------- | ----- | ------- |
| Кількість осіб: | 927   | 932     |
| Різниця:        |       | +0,53 % |